# YU rok misija
YU rok misija bio je sastav od izvođača nekadašnje SFRJ, koji su, snimivši pesmu „Za milion godina“, uputili podršku Bobu Geldofu, koji se borio za pomoć gladnima u Africi, a čija je akcija kulminirala koncertom „Live Aid“ 13. jula 1985.
Pored pesme „Do They Know It's Christmas?“, koju su snimili izvođači iz Velike Britanije, i mnogih projekata izvođača iz SAD, mnoge države su se takođe pridružile Geldofovoj kampanji, uključujući Kanadu, Nemačku, Austriju, Norvešku i mnoge druge.
SFR Jugoslavija nije bila izuzetak. Elita jugoslovenske rok i pop muzičke scene zajedno je formirala jugoslovenski "Aid" bend, nazvan YU Rok Misija. Grupa je snimila pesmu i odgovarajući spot. Grupa je uključivala izvođače kao što su Oliver Mandić; Željko Bebek, bivši pevač rok grupe Bijelo Dugme; Marina Perazić, ženski vokal dueta Denis i Denis; Momčilo Bajagić-Bajaga, vođa grupe Bajaga i Instruktori; Aki Rahimovski, frontmena benda Parni Valjak; Slađana Milošević; Dado Topić; Masimo Savić; Zdravko Čolić; Jura Stublić; Peđa D' Boy i mnogi drugi poznati muzičari. Snimili su singl "Za milion godina", koja je ostala zapamćena kao jedan od hitova na prostorima bivše Jugoslavije. U ovoj pesmi, solo gitaru je svirao Vlatko Stefanovski iz grupe Leb i sol. Bora Đorđević, vođa sastava Riblja čorba i Goran Bregović iz Bijelog dugmeta nisu navedeni na zadnjem omotu ploče, ali su učestvovali u televizijskom izvođenju pjesme (vidi: 03:20).
Za kraj kampanje, jugoslovenski muzičari su izveli ovu pesmu na osmočasovnom koncertu 15. juna 1985. u Beogradu. Spot za ovu pesmu prikazan je na mnogim televizijskim stanicama širom sveta, a 13. jula 1985. je prikazan u okviru „Live Aid“ koncerta u Londonu, na velikom video ekranu. Ovaj spot je takođe uključen u „Live Aid DVD“ izdanje, koje je izdato 2004. godine.

## Literatura
- Janjatović, Petar (2003). Ex YU rock enciklopedija. Beograd: Čigoja štampa.  137175308.

## Spoljašnje veze
- (језик: енглески) Live Aid DVD Website Foreign Contributors - Yugoslavia
- (језик: енглески) Bob Geldof - Live Aid (see section: Live Aid performers)
- (језик: енглески) VH-1 TV on Live Aid DVD incl. Yugoslavia Архивирано на веб-сајту  (29. јун 2011)